# Abmisha illex
Abmisha illex är en insektsart som beskrevs av Otte, D. 1987. Abmisha illex ingår i släktet Abmisha och familjen syrsor. Inga underarter finns listade i Catalogue of Life.